# Patrick Fugit
Patrick Raymond Fugit (Salt Lake City, 1982. október 27. –) amerikai színész.
Fontosabb alakításai voltak olyan filmekben, mint a Majdnem híres (2000), a Fehér leander (2002), A rosszak jobbak (2004) és a Csuklónyiszálók (2006). 2018-ban Elliot See amerikai űrhajóst személyesítette meg a mozivásznon Az első ember című történelmi filmben.
Főszereplőként 2016 és 2018 között Kyle Barnest játszotta az Outcast című televíziós sorozatban.

## Filmográfia

### Film
| Év   | Magyar cím              | Eredeti cím                               | Szerep              | Magyar hang      |
| ---- | ----------------------- | ----------------------------------------- | ------------------- | ---------------- |
| 2000 | Majdnem híres           | Almost Famous                             | William Miller      | Szvetlov Balázs  |
| 2002 | A por                   | Spun                                      | Frisbee             | Simonyi Balázs   |
| 2002 | Fehér leander           | White Oleander                            | Paul Trout          | Markovics Tamás  |
| 2004 | A rosszak jobbak        | Saved!                                    | Patrick Wheeler     | Hamvas Dániel    |
| 2004 | Halott madarak          | Dead Birds                                | Sam                 | Szabó Máté       |
| 2005 |                         | The Amateurs (The Moguls)                 | Emmett Orwin        |                  |
| 2006 | Csuklónyiszálók         | Wristcutters: A Love Story                | Zia                 | Steiner Kristóf  |
| 2006 | Király ötletek          | Bickford Shmeckler's Cool Ideas           | Bickford Shmeckler  |                  |
| 2007 |                         | The Good Life                             | Andrew              |                  |
| 2009 | Az apokalipszis lovasai | Horsemen                                  | Cory                | Seszták Szabolcs |
| 2009 | Rémségek cirkusza       | Cirque du Freak: The Vampire's Assistant  | Evra, a Kígyófiú    | Hujber Ferenc    |
| 2011 | Az igazi kaland         | We Bought a Zoo                           | Robin Jones         | Géczi Zoltán     |
| 2012 | Vágyak szerelmesei      | Thanks for Sharing                        | Danny               | Előd Álmos       |
| 2014 | Holtodiglan             | Gone Girl                                 | James Gilpin rendőr | Csőre Gábor      |
| 2015 | Kísértő emlékek         | Queen of Earth                            | Rich                |                  |
| 2018 |                         | Alex & The List                           | Alex                |                  |
| 2018 | Az első ember           | First Man                                 | Elliot See          | Rajkai Zoltán    |
| 2019 |                         | Robert the Bruce                          | Will                |                  |
| 2020 |                         | My Heart Can't Beat Unless You Tell It To | Dwight              |                  |
| 2022 | Babylon                 | Babylon                                   | Elwood rendőrtiszt  |                  |

### Televízió
| Év        | Magyar cím                  | Eredeti cím                  | Szerep         | Megjegyzések                                  |
| --------- | --------------------------- | ---------------------------- | -------------- | --------------------------------------------- |
| 1997–1998 | Angyali érintés             | Touched by an Angel          | fiú / Joey     | 2 epizód                                      |
| 1998      | Marabunta – Gyilkos hangyák | Legion of Fire: Killer Ants! | Scott Blount   | tévéfilm                                      |
| 2001      |                             | Mad TV                       | William Miller | 1 epizód                                      |
| 2003      | Vészhelyzet                 | ER                           | Sean Simmons   | 3 epizód                                      |
| 2006      | Doktor House                | House                        | Jack Walters   | 1 epizód                                      |
| 2011      | Cinéma vérité               | Cinema Verite                | Alan Raymond   | - tévéfilm - magyar hangja: - Előd Botond     |
| 2013      |                             | Reckless                     | David Harrison | tévéfilm                                      |
| 2013–2016 | A kör bezárul               | Full Circle                  | Paulie Parerra | 5 epizód                                      |
| 2016–2018 | Outcast                     | Outcast                      | Kyle Barnes    | - főszereplő - magyar hangja: - Szatory Dávid |
| 2019      |                             | Treadstone                   | Stephen Haynes | 6 epizód                                      |
| 2023      | Szerelem és halál           | Love & Death                 | Pat Montgomery | főszereplő                                    |

### Videójátékok
| Év   | Cím                    | Szerep     | Megjegyzések           |
| ---- | ---------------------- | ---------- | ---------------------- |
| 2020 | The Last of Us Part II | Owen Moore | hang és motion capture |

## Fordítás
- Ez a szócikk részben vagy egészben  a   Patrick Fugit című angol Wikipédia-szócikk ezen változatának fordításán alapul.  Az eredeti cikk szerkesztőit annak laptörténete sorolja fel. Ez a jelzés csupán a megfogalmazás eredetét és a szerzői jogokat jelzi, nem szolgál a cikkben szereplő információk forrásmegjelöléseként.